# Plagiopholis
Plagiopholis is een geslacht van slangen uit de familie toornslangachtigen (Colubridae) en de onderfamilie Pseudoxenodontinae.

## Naam en indeling
Er zijn vijf soorten, de wetenschappelijke naam van de groep werd voor het eerst voorgesteld door George Albert Boulenger in 1890.

## Verspreiding en habitat
Alle soorten komen voor in grote delen van Azië en leven in de landen Thailand, Myanmar, China, Vietnam en Laos, mogelijk in India. De habitat bestaat uit vochtige tropische en subtropische bossen, zowel in laaglanden als in bergstreken, en in rotsige omgevingen zoals in grotten.

## Beschermingsstatus
Door de internationale natuurbeschermingsorganisatie IUCN is aan alle soorten een beschermingsstatus toegewezen. Drie soorten worden beschouwd als 'veilig' (Least Concern of LC) en een soort als 'onzeker' (Data Deficient of DD)..

## Soorten
Het geslacht omvat de volgende soorten, met de auteur en het verspreidingsgebied.
| Naam                   | Auteur          | Verspreidingsgebied                                  | Beschermingsstatus |
| ---------------------- | --------------- | ---------------------------------------------------- | ------------------ |
| Plagiopholis blakewayi | Boulenger, 1893 | Myanmar, Thailand, China                             |                    |
| Plagiopholis delacouri | Angel, 1929     | Laos, Vietnam                                        |                    |
| Plagiopholis nuchalis  | Boulenger, 1893 | Thailand, Myanmar, China, Vietnam, mogelijk in India |                    |
| Plagiopholis styani    | Boulenger, 1899 | Vietnam, China                                       |                    |